# Mean Streak (disc)
Mean Streak és el cinquè disc d'estudi de Y&T. Fou publicat el 1983.

## Llista de cançons
Cara A
1. Mean Streak
2. Straight Thru The Heart
3. Lonely Side Of Town
4. Midnight In Tokyo

Cara B
1. Breaking Away
2. Hang 'Em High
3. Take You To The Limit
4. Sentimental Fool
5. Down And Dirty